# نظرية تعدد الأجسام
تعد نظرية تعدد الأجسام (أو فيزياء الأجسام المتعددة) مجالًا من مجالات الفيزياء يوفر إطارًا لفهم السلوك الجماعي لأعداد كبيرة من الجسيمات المتفاعلة، غالبًا بترتيب عدد أفوجادرو. بشكل عام، تتعامل نظرية تعدد الأجسام مع التأثيرات التي تظهر فقط في الأنظمة التي تحتوي على أعداد كبيرة من المكونات. في حين أن القوانين الفيزيائية الأساسية التي تحكم حركة كل جسيم على حدة قد تكون (أو لا تكون) بسيطة، إلا أن دراسة مجموعة الجسيمات يمكن أن تكون معقدة للغاية. في بعض الحالات، قد تظهر ظواهر لا تشبه كثيرًا القوانين الأولية الأساسية. تلعب نظرية تعدد الأجسام دورًا مركزيًا في فيزياء المادة المكثفة.